# Het nieuwe land
Het nieuwe land (Zweeds: Nybyggarna) is een Zweedse dramafilm uit 1972 onder regie van Jan Troell. De film is gebaseerd op de gelijknamige roman uit 1956 van de Zweedse auteur Vilhelm Moberg.

## Verhaal
Een groep emigranten uit Zweden leeft in Minnesota. Langzaamaan gaan ze op in de Amerikaanse cultuur. Omdat ze amper Engels spreken en problemen hebben met de politieke veranderingen kunnen ze zich moeilijk aanpassen aan hun nieuwe vaderland.

## Rolverdeling
| Acteur            | Personage          |
| ----------------- | ------------------ |
| Max von Sydow     | Karl-Oskar Nilsson |
| Liv Ullmann       | Kristina Nilsson   |
| Eddie Axberg      | Robert Nilsson     |
| Allan Edwall      | Danjel             |
| Monica Zatterlund | Ulrika             |
| Pierre Linstedt   | Arvid              |
| Hans Alfredson    | Jonas Petter       |